# Gerardo Bedoya
Gerardo Alberto Bedoya Múnera (Ebéjico, 26 novembre 1975) è un allenatore di calcio ed ex calciatore colombiano, di ruolo difensore o centrocampista, vice-allenatore dell'Independiente Santa fe.
Soprannominato El Gladiator, inizia la sua carriera come difensore e successivamente ricopre il ruolo di mediano nella squadra colombiana dell'Independiente Santa Fe nella Categoría Primera A.
È considerato dall'emittente colombiana Caracol uno dei giocatori più violenti del calcio colombiano possedendo il record di cartellini rossi rimediati in carriera. 
Il 23 settembre 2012, nel derby della città di Bogotà contro il Millonarios, riceve la sua 41ª espulsione in incontri ufficiali atterrando con una gomitata il calciatore Jhonny Ramirez e rifilandogli poco dopo un calcio al viso. Per questo gesto riceve una maxi squalifica di 15 giornate e un'ammenda di 500€. Altri episodi di violenza lo avevano già visto protagonista nel 2003 e nel 2005 quando, militante prima nel Deportivo Cali e poi nell'Atletico Nacional, aveva colpito un avversario alla nuca con una ginocchiata e due anni più tardi si era ripetuto con una testata e un successivo colpo proibito allo stomaco.

## Carriera

### Club
La sua carriera da professionista ha inizio nel 1996 tra le file del Deportivo Pereira passando poi al Deportivo Cali nel 1998 dove vince il suo primo campionato nazionale. Nel 2001 si trasferisce nel campionato argentino indossando la casacca del Racing Club de Avellaneda aiutando il club nella conquista del Campionato di Apertura. Nel 2004 gioca per il Colón de Santa Fe e l'anno successivo colleziona tre presenze, tutte in Coppa Libertadores, con gli argentini del Boca Juniors. A seguito di questa breve esperienza viene tesserato per la squadra messicana del Puebla Fútbol Club.
Nel 2005 decide di ritornare in Colombia giocando prima per l'Atlético Nacional e l'anno successivo per il Millonarios. Dopo una fugace esperienza con il Envigado nella stagione 2010 gioca per il Boyacá Chicó Fútbol Club. Nel 2011 firma un contratto annuale e si trasferisce all'Independiente Santa Fe.

### Nazionale
Viene convocato con una certa continuità e schierato come terzino sinistro nella nazionale del suo paese fino al 2008. Nel 2001 conquista la Coppa America.

## Palmarès

### Club
- Campionato argentino: 1

Racing Club: 2001-2002
- Campionato colombiano: 3

Deportivo Cali: 1998
Atlético Nacional: 2005
Ind. Santa Fe: 2012

### Nazionale
- Campeonato Sudamericano de Football: 1

Colombia 2001